# Camposipterus
Camposipterus is een geslacht van uitgestorven pterosauriërs, behorend tot de Pterodactyloidea, dat tijdens het Vroeg-Krijt leefde in het gebied van het huidige Engeland.

## Vondst en naamgeving

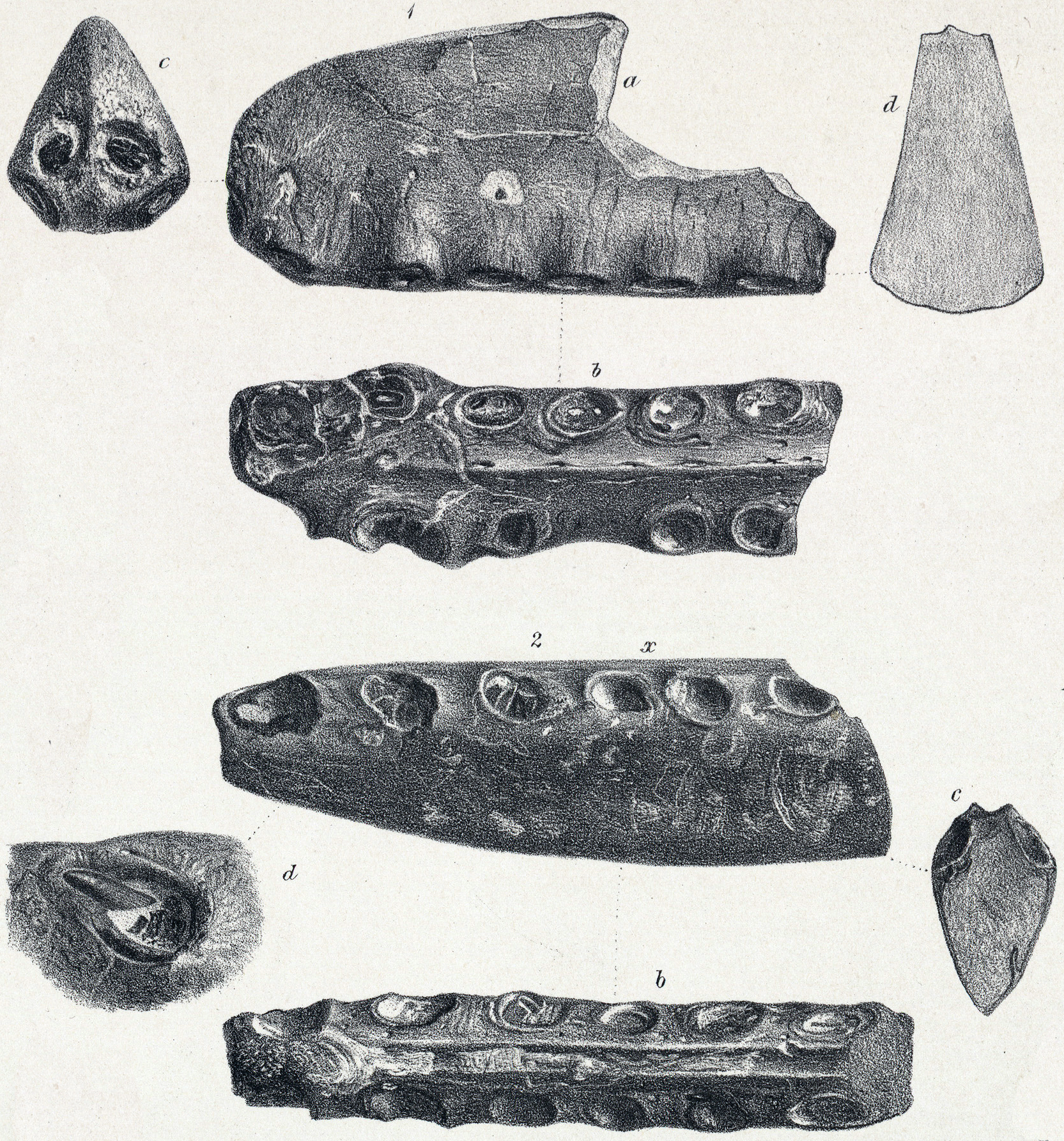
CAMSM B54422 en het vermoedelijk niets daarmee te maken hebbende CAMSM B54421

In 1869 benoemde Harry Govier Seeley op grond van een fossiel gevonden bij Haslingfield, Cambridgeshire, een Ptenodactylus nasutus, echter onder voorbehoud wat de naamgeving naar huidige normen ongeldig maakt. In 1870 had Seeley beseft dat de naam Ptenodactylus bezet was geweest en hernoemde de soort tot een Ornithocheirus nasutus; de soortaanduiding betekent 'met een lange neus' in het Latijn. In 2001 maakte David Unwin de soort tot een jonger synoniem van een Anhanguera fittoni. In 2013 echter stelden de Braziliaanse onderzoekers Taissa Rodrigues en Alexander Wilhelm Armin Kellner om te beginnen dat Pterodactylus fittoni Owen 1859 niet bij het geslacht Anhanguera ondergebracht kon worden en verder dat hoe dan ook Ornithocheirus nasutus daar niet gelijk aan was. Ze besloten de soort een eigen geslacht te geven: Camposipterus. De naam verbindt die van de Braziliaanse paleontoloog Diogenes de Almeida Campos met een gelatiniseerd Grieks πτερόν, pteron, 'vederdos', 'vleugel'. De combinatio nova is Camposipterus nasutus, de typesoort blijft Ornithocheirus nasutus. Eerder is overwogen het geslacht 'Camposia' te noemen, een naam die opduikt in de stambomen die het benoemde artikel toont, welke per abuis niet waren aangepast. Deze naam bleek echter al bezet door de sprinkhaan Camposia Bolívar 1909.

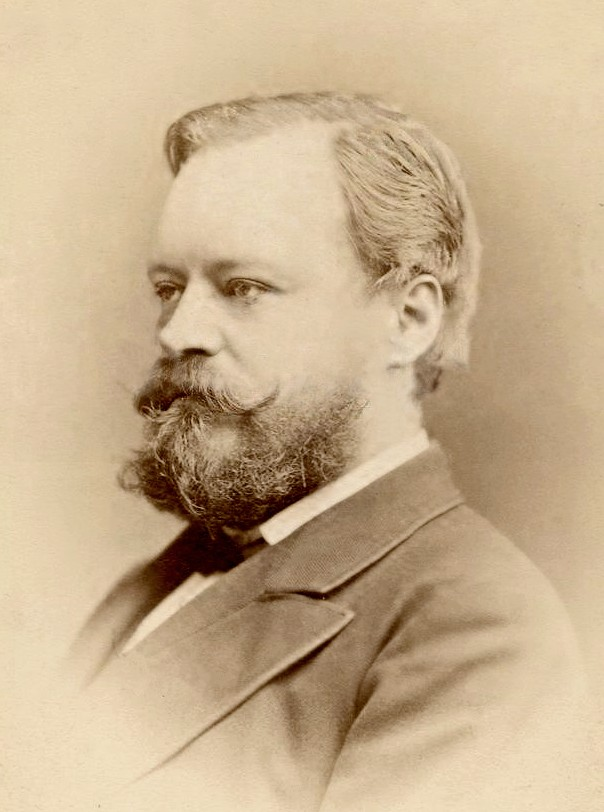
Harry Govier Seeley

Het holotype CAMSM B 54556 is gevonden in een laag van de Cambridge Greensand die dateert uit het Cenomanien maar vermoedelijk herwerkt materiaal bevat uit het oudere Albien. Het bestaat uit een voorste deel van een snuit.
Rodrigues en Kellner hernoemden verder Pterodactylus sedgwickii Owen 1859 tot een Camposipterus(?) sedgwickii en Ornithocheirus colorhinus Seeley 1870 tot een Camposipterus(?) colorhinus. Van deze twee verdere soorten was men niet heel zeker dat ze bij Camposipterus hoorden, vandaar de voorlopige toewijzing uitgedrukt door een vraagteken.
Pterodactylus sedgwickii was in 1859 door Richard Owen benoemd op grond van CAMSM B54422, het voorste deel van een snuit uit de Cambridge Greensand. De soortaanduiding eert Adam Sedgwick. Het werd in 1869 door Seeley hernoemd tot een Ptenodactylus sedgwickii en in 1870 tot een Ornithocheirus sedgwickii. In 1874 maakte Owen zelf er een Coloborhynchus sedgwickii van. Owen wees in 1859 ook een stuk voorste onderkaak aan de soort toe, specimen CAMSM B54421. Deze hoort niet direct bij de bovenkaak en er is verder geen enkele aanwijzing dat het fragment iets met Pterodactylus sedgwickii te doen heeft.
In 1869 benoemde Seeley een Ptenodactylus colorhinus, in 1870 een Ornithocheirus colorhinus op grond van syntypen CAMSM B54431 en CAMSM B54432, beide voorkanten van snuiten uit de Cambridge Greensand. De soortaanduiding betekent 'met afgeknotte neus' vanuit het Oudgrieks κόλος, kolos, 'afgeknot', en ῥίς. rhis, 'neus'. In 2001 had Unwin de soort als een jonger synoniem beschouwd van een Anhanguera cuvieri. Dat werd echter niet aanvaard door Rodrigues en Kellner, die iedere associatie tussen het Britse en het Braziliaanse materiaal afwezen en een eigen Cimoliopterus cuvieri benoemden.

## Beschrijving

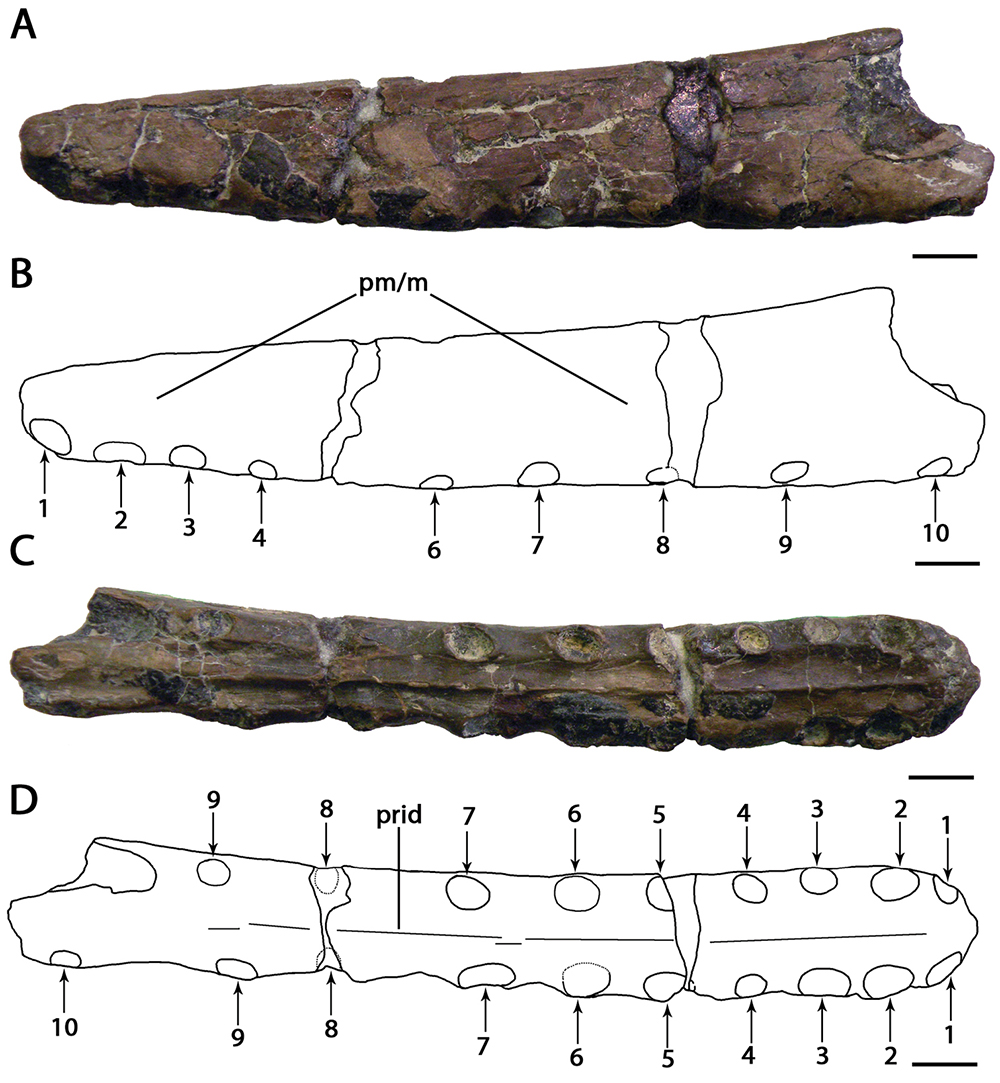
CAMSM B 54556

### Camposipterusals groep
Rodrigues & Kellner behandelden Camposipterus als een klade met eigen onderscheidende kenmerken ten opzichte van andere groepen. De groep had geen echte synapomorfieën maar wel een unieke combinatie van eigenschappen: de snuitpunt is in zijaanzicht afgerond; er staat geen kam op de snuit; het voorste deel van de snuit is verbreed; het verhemelte buigt omhoog; het eerste tandenpaar bevindt zich in het voorvlak van de snuitpunt.

### Camposipterus nasutus
Rodrigues en Kellner stelden enkele onderscheidende kenmerken van Camposipterus nasutus vast. Twee daarvan zijn unieke afgeleide eigenschappen, autapomorfieën: er is voor in de kaak een dichtheid van drie tanden per drie centimeter kaakrand, achteraan een dichtheid van tweeënhalve tand; de punt van de snuit is van boven naar beneden afgeplat, in vooraanzicht breder dan hoog. Andere eigenschappen zijn op zich niet uniek maar in combinatie wel: het bovenprofiel van de snuit is recht tot licht gebogen; de middenrichel op het verhemelte reikt naar voren toe tot net achter het tweede tandenpaar; de achterste tanden krijgen geleidelijk een grotere onderlinge afstand dan de voorste; het tweede en derde tandenpaar is schuin zijwaarts gericht; het uiteinde van de snuit is licht overdwars verbreed.

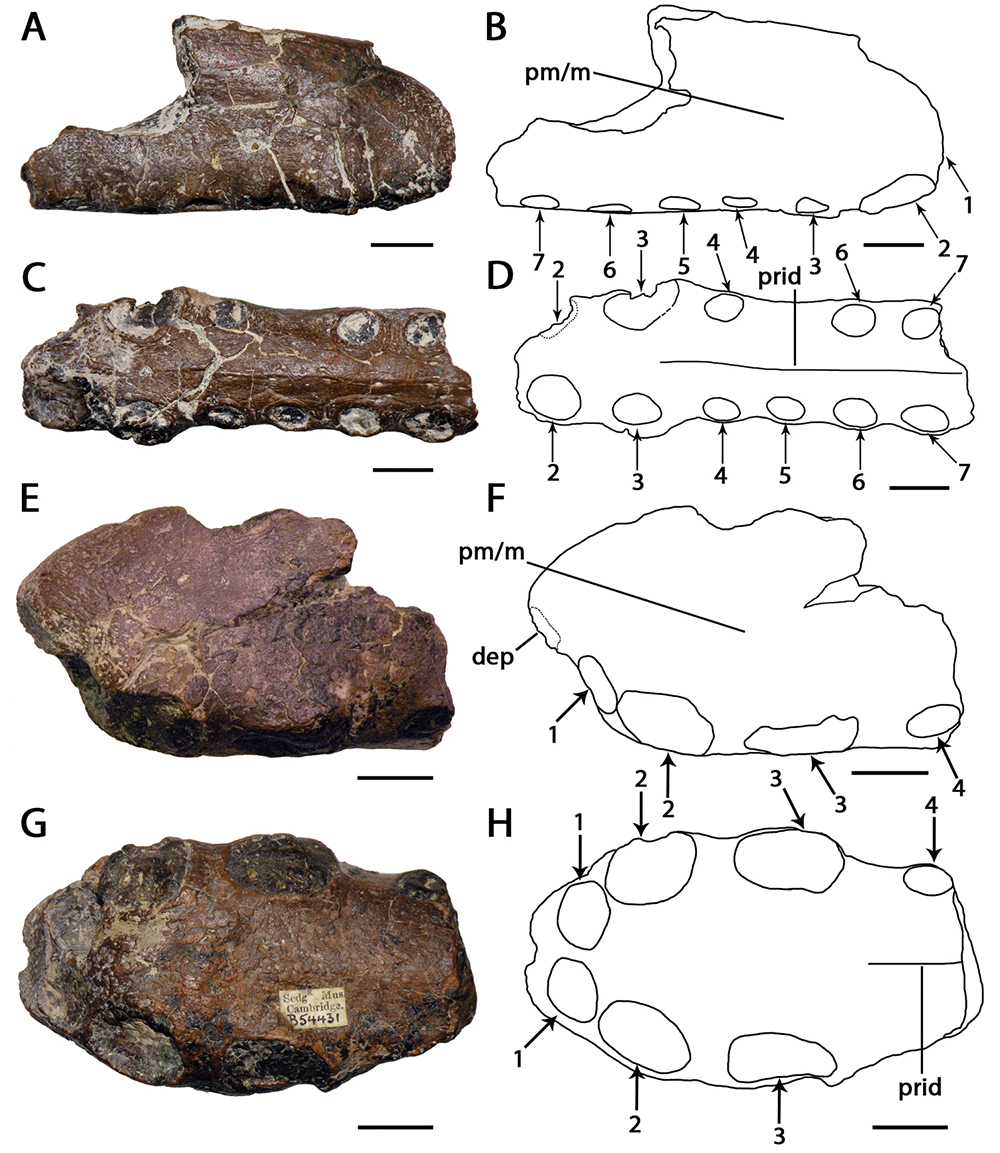
CAMSM B54422 bovenaan en CAMSM B54431 onderaan

Het holotype is ongeveer veertien centimeter lang. De snuit is laag en smal, iets opwaarts gekromd. Het voorste tandenpaar is wat voorwaarts gericht. De tanden moeten vrij groot en rond in doorsnede geweest zijn. De algemene bouw van de snuit wijst op een bestaan als viseter.

### Camposipterus(?) sedgwickii
Rodrigues en Kellner stelden twee autapomorfieën van Camposipterus(?) sedgwickii vast: het verbrede gedeelte van de voorste snuit eindigt plots achter het derde tandenpaar; de tandkassen van het derde tandenpaar zijn veel groter dan die van het vierde tandenpaar. Verder is er weer een unieke combinatie van eigenschappen: de snuit is hoog; de middenrichel op het verhemelte eindigt naar voren toe achter het derde tandenpaar.
Het holotype is een stuk snuit van ruim zeven centimeter lengte. De snuit draagt geen kam. In de bolle voorzijde bevindt zich een paar tandkassen, vermoedelijk van naar voren uitstekende tanden; erachter zijn nog eens zes paar tandkassen te zien. Het tweede en derde paar staan in een verbreding, die kennelijk een rozet vormde en gebruikt werd als grijporgaan om zeedieren te vangen. Hun doorsnede is duidelijk groter dan de achterliggende tanden. De tanden staan vrij dicht opeen, in een regelmatige rij. Coloborhynchus clavirostris wijkt van Camposipterus(?) sedgwickii af door een rechte voorzijde en een grotere afstand tussen het eerste en tweede tandenpaar.
In 2020 werd de soort benoemd als het aparte geslacht Aerodraco. Een snuitkam werd nu juist wel waarschijnlijk geacht.

### Camposipterus(?) colorhinus
Rodrigues en Kellner stelden één autapomorfie van Camposipterus(?) colorhinus vast: de uitholling boven het eerste tandenpaar is schuin naar beneden gericht. Verder is er ook hier een unieke combinatie van eigenschappen: de voorste verbreding van de snuit is goed ontwikkeld, zonder een plotse insnoering op het eind; boven het eerste tandenpaar bevindt zich op de voorzijde van de snuit een uitholling; de tweede en derde tandenparen hebben een grote doorsnede; het vierde tandenpaar is veel smaller.
De syntypen van Camposipterus(?) colorhinus zijn zo'n zes centimeter lang en vertegenwoordigen robuuste ovale rozetten van dieren van een aanzienlijke grootte. De snuiten zijn hoog zonder zichtbare kam. De tweede en derde tandenparen moeten fors geweest zijn met een ovale doorsnede; het eerste tandenpaar was maar weinig kleiner en naar voren gericht. Boven het tandenpaar is op de voorkant van de snuit, op een naar voren uitstekend gedeelte, een halvemaanvormige uitholling aanwezig die lijkt op die van Uktenadactylus wadleighi maar meer naar beneden gericht is. Seeley dacht dat dit functioneerde als de aanhechting van een lip maar pterosauriërs hadden een hoornsnavel op de voorste kaken. Bij CAMSM B54431 is het middenstuk van de verhemelte licht bol.

## Fylogenie
Rodrigues en Kellner plaatsten Camposipterus in een nieuwe klade Anhangueria en dan incertae sedis, op een onbepaalde positie. Sommige kladistische analyses uitgevoerd in het kader van het benoemende artikel, dat een complete revisie gaf van Ornithocheirus, wezen op een positie boven Cimoliopterus en onder Cearadactylus atrox in de stamboom.
Een analyse uit 2019 toont het volgende kladogram.
|  | Aussiedraco    |
|  |                |
|  | Barbosania     |
|  |                |
|  | Targaryendraco |
|  |                |

|  | Aetodactylus  |
|  |               |
|  | Camposipterus |
|  |               |
|  | Cimoliopterus |
|  |               |

|  | Aussiedraco    |
|  |                |
|  | Barbosania     |
|  |                |
|  | Targaryendraco |
|  |                |

|  | Aetodactylus  |
|  |               |
|  | Camposipterus |
|  |               |
|  | Cimoliopterus |
|  |               |

|  | Hamipterus    |
|  |               |
|  | Iberodactylus |
|  |               |

|  | Tropeognathus    |
|  |                  |
|  | Coloborhynchinae |
|  |                  |
|  | Anhanguerinae    |
|  |                  |

|  | Hamipterus    |
|  |               |
|  | Iberodactylus |
|  |               |

|  | Tropeognathus    |
|  |                  |
|  | Coloborhynchinae |
|  |                  |
|  | Anhanguerinae    |
|  |                  |

|  | Aussiedraco    |
|  |                |
|  | Barbosania     |
|  |                |
|  | Targaryendraco |
|  |                |

|  | Aetodactylus  |
|  |               |
|  | Camposipterus |
|  |               |
|  | Cimoliopterus |
|  |               |

|  | Aussiedraco    |
|  |                |
|  | Barbosania     |
|  |                |
|  | Targaryendraco |
|  |                |

|  | Aetodactylus  |
|  |               |
|  | Camposipterus |
|  |               |
|  | Cimoliopterus |
|  |               |

|  | Hamipterus    |
|  |               |
|  | Iberodactylus |
|  |               |

|  | Tropeognathus    |
|  |                  |
|  | Coloborhynchinae |
|  |                  |
|  | Anhanguerinae    |
|  |                  |

|  | Hamipterus    |
|  |               |
|  | Iberodactylus |
|  |               |

|  | Tropeognathus    |
|  |                  |
|  | Coloborhynchinae |
|  |                  |
|  | Anhanguerinae    |
|  |                  |

|  | Aussiedraco    |
|  |                |
|  | Barbosania     |
|  |                |
|  | Targaryendraco |
|  |                |

|  | Aetodactylus  |
|  |               |
|  | Camposipterus |
|  |               |
|  | Cimoliopterus |
|  |               |

|  | Aussiedraco    |
|  |                |
|  | Barbosania     |
|  |                |
|  | Targaryendraco |
|  |                |

|  | Aetodactylus  |
|  |               |
|  | Camposipterus |
|  |               |
|  | Cimoliopterus |
|  |               |

|  | Hamipterus    |
|  |               |
|  | Iberodactylus |
|  |               |

|  | Tropeognathus    |
|  |                  |
|  | Coloborhynchinae |
|  |                  |
|  | Anhanguerinae    |
|  |                  |

|  | Hamipterus    |
|  |               |
|  | Iberodactylus |
|  |               |

|  | Tropeognathus    |
|  |                  |
|  | Coloborhynchinae |
|  |                  |
|  | Anhanguerinae    |
|  |                  |

|  | Aussiedraco    |
|  |                |
|  | Barbosania     |
|  |                |
|  | Targaryendraco |
|  |                |

|  | Aetodactylus  |
|  |               |
|  | Camposipterus |
|  |               |
|  | Cimoliopterus |
|  |               |

|  | Aussiedraco    |
|  |                |
|  | Barbosania     |
|  |                |
|  | Targaryendraco |
|  |                |

|  | Aetodactylus  |
|  |               |
|  | Camposipterus |
|  |               |
|  | Cimoliopterus |
|  |               |

|  | Hamipterus    |
|  |               |
|  | Iberodactylus |
|  |               |

|  | Tropeognathus    |
|  |                  |
|  | Coloborhynchinae |
|  |                  |
|  | Anhanguerinae    |
|  |                  |

|  | Hamipterus    |
|  |               |
|  | Iberodactylus |
|  |               |

|  | Tropeognathus    |
|  |                  |
|  | Coloborhynchinae |
|  |                  |
|  | Anhanguerinae    |
|  |                  |